# Драгољуб Бешлин
Драгољуб Бешлин (у литератури се спомиње и као Драгутин Бешлин) је био познати српски и југословенски конструктор авиона. Рођен је у мјесту Ново Милошево, код Кикинде, 20. марта 1910. године. Пријатељи и колеге су га звали „Лала“, одакле потичу и узроци за замјене његовог правог имена.

## Биографија
Прије Другог свјетског рата је радио на пројекту авиона Б-5 код којег је пилот био у лежећем ставу, да лакше издржи оптерећења при извлачењу из обрушавања. Прототип је израђен 1939. године у фабрици Икарус и испитан у лету до Априлског рата.
Послије рата ради на усавршеној верзији под ознаком Пионир 232 - испитиван је 1948. године. Током блокаде Југославије од стране СССР, ради на експерименталним авионима малих димензија.
То су били:
- двомоторни авион 451 са пилотом у лежећем ставу и наоружањем
- двомоторни млазни авион 451М
- двомоторни млазни авион 452 са стреластим крилом
- млазни двомоторни авион С451М Зоља
- борбени трансонични авион Авион Б-12.

Авиони 451 су обрађени у чланку Авион 451, а авион 452 у чланку Авион 452.
Уз то је конструисао и једрилицу без репа са стреластим крилом 453.
По одласку у пензију је наставио пројектански рад на грађевинским машинама. Пројектовао је ровокопач, који је показао одличне карактеристике у пракси.
Умро је 20. фебруара 1996. године у Земуну као пензионисани ваздухопловно-технички пуковник.

## Галерија слика
- Бешлиново ђачко доба.
- Бешлинова родна кућа.
- Пробни пилот Иван Пребег, први је летео све Бешлинове авионе.
- Конструктор и пробни пилот, после успешно обављеног задатка.
- Бешлинови млазњаци на стајанци.
- Пробни пилот Шакић, после успешног гађања вучне мете, са »Стршљеном«.
- »Стршљен«, »Матица« и »Зоља«.
- Изглед предњег дела »Стршљена«.
- »Стршљен«.
- Репни део »Стршљена«.
- »Стршљен«
- »Матица«
- Пробни терминезон крила »Матице«.
- »Матица«
- Бешлин са сарадницима, у фабрици авиона Икарус, у Земуну.
- Заједно Бешлинови млазни авиони.
- Модел авиона Б-12
- Модел авиона Б-12, у воденокавитационом тунелу.